# Lützelau
Lützelau è un'isola del lago di Zurigo, da un punto amministrativo si trova nel comune di Freienbach (Canton Svitto), Svizzera.

## Geografia
L'isola è lunga circa 300 metri e larga circa 150, ha una superficie di circa 3 ettari.

## Storia
Sono attestati insediamenti dell'età del bronzo (ca. 1800 a.C.). Nel 741 Beata, moglie di Landolt, attribuì beni a un piccolo convento femminile situato sull'isola, dedicato alla Madonna e verosimilmente sottoposto alla regola di San Cesario di Arles. L'ultima menzione del convento risale già al 744 ca., quando fu venduto da Beata a Otmar, abate di San Gallo; probabilmente venne abbandonato poco dopo. 
In seguito l'isola passò ai conti von Rapperswil e poi alla città di Rapperswil rispondendo a varie istituzioni cittadine (al lazzaretto nel XVI sec., all'ospedale di S. Spirito nel 1810, alla borsa dei poveri e infine al comitato patriziale, cui appartiene tuttora). 
Tra il XV e il XVII secolo Rapperswil promosse l'estrazione di arenaria sull'isola, la cui superficie (3,38 ettari) diminuì progressivamente. Scavi effettuati nel 1964 portarono alla luce le fondamenta di una piccola chiesa ad aula unica con coro rettangolare, risalente alla prima metà dell'VIII secolo. 
Utilizzata nei mesi estivi come campeggio, l'isola è in parte compresa nella zona palustre "Frauenwinkel" inclusa nell'Inventario federale delle zone palustri di particolare bellezza e d'importanza nazionale.